# 德国工业联合会
德国工业联合会（德语：Bundesverband der Deutschen Industrie，簡稱BDI），也称德国工业联邦协会，是包括德国工业协会在内的保护组织，也是工业和工业相关服务提供者的顶级协会和俱樂部。总部设在柏林的德国经济之家。此外，BDI在国外设有其他办事处，因此在国际上都有代表。
| 德国工业联合会 | 德国工业联合会                                                         |
| -------------- | ---------------------------------------------------------------------- |
| 名称           | Bundesverband der Deutschen Industrie(德语：BDI）                      |
| 国家           | 德国                                                                   |
| 总部           | 科隆                                                                   |
| 成立日期       | 1949年7月3日                                                           |
| 公司注册地     | 德国柏林                                                               |
| 法律地位       | 注册社团                                                               |
| 会员           | 德国欧洲运动、德国国际商会、德国股票协会、德国经济研究所、德国国际协会 |
| 会员人数       | 35                                                                     |

1949年，即德意志联邦共和国成立的那一年，德国工会联合会(DGB)在慕尼黑成立。 DGB 完全代表员工的利益。1949 年7月1日，即 DGB 成立一周后，32个行业协会和工作组的代表随后成立了工业协会经济问题委员会。1950年初，该协会更名为德国工业联合会。

## 成员和会员
BDI 目前有 35 个成员，成員都是自愿加入的。
| 汽车工业协会e． 五、（VDA）                                     | 德国建筑业主要协会e． V                                    |
| 联邦建筑材料协会——石头和地球e． 五、（论坛）                    | 咨询工程师协会e． V (VBI)                                  |
| 德国生物技术工业组织 e． V (BIO德国)                            | 化学工业协会e． 五、（VCI）                                |
| 电气工程和电子工业中央协会e． 五、（ZVEI）                      | 德国废物管理、水和原材料管理联邦协会e． 五、（溴化二苯醚） |
| 联邦天然气、石油和地能能源协会e． 五、（BVEG）                  | 研究药物制造商协会e。 五、（vfa）                          |
| 中央房地产委员会e． 五、（ZIA）                                 | 钾肥和盐业协会 e． 五、（VKS）                             |
| 德国铸造业联邦协会 e． 五、（BDG）                              | 联邦玻璃工业协会e． V                                      |
| 联邦信息技术、电信和新媒体协会e． 五、（比特科姆）              | 联邦陶瓷工业协会 e． 五、（BVKI）                          |
| 德国航空航天工业联邦协会e． 五、（BDLI）                        | 德国航空工业联合会e． 五、（BDL）                          |
| 德国机械和设备工程协会e. 五、（德国机械设备制造业联合会）       | 金属经济协会 e． 五、（世界妇女大会）                      |
| 矿物油工业协会e． 五、（MWV）                                   | 移动和运输服务提供商的雇主和行业协会 e. 五、(Agv MoVe)     |
| 德国造纸厂协会e． 五、（VDP）                                   | 联邦制药工业协会e． 五、（BPI）                            |
| 原材料和采矿协会 e． 五、（VRB）                                | 德国安全与国防工业联邦协会e． 五、（BDSV）                 |
| 钢铁经济协会                                                    | VAIS 设备工程和工业服务协会 e． V                          |
| Wirtschaftsverband Stahl- und Metallverarbeitung e. 五、（WSM） | 联邦烟草工业和新产品协会 e． 五、（BVTE）                  |
| 德国纺织和时装业总协会e． V                                     | TÜV协会 V                                                  |
| 德国一体化经济协会 e． 五、（VdV）                              | 制糖业协会e． 五、（VdZ）                                  |
| AG Industry Group: Game – 德国游戏产业协会e. V                  | AG 工业集团：德国皮革工业协会 e． 五、（VDL）              |
| AG Industry Group：德国自动化工业协会 e。 五、（VDAI）          | AG Industry Group：德国牙科工业协会 e。 五、（VDDI）       |
| AG Industry Group：德国木材工业协会 e． V (VHI)                 | AG Industry Group：联邦珠宝、手表、银器及相关行业协会 V    |

## 工作地点
1950 年至 1999 年间，BDI 的总部设在科隆的德国工业之家。
除了位于柏林的總部外，BDI 还在全球其他地点设有办事处，因此在国际上也有代表。
BDI下轄18个委员会：数字经济、电信和媒体委员会；能源和气候政策委员会；货币、信贷和货币委员会；卫生经济学委员会；公共采购委员会；法律委员会；知识产权委员会；原材料政策委员会；安全委员会；环境、技术和可持续发展委员会指导委员会；消费者政策委员会；运输委员会；竞争监管委员会以及教育委员会和中小企业委员会。在这方面，BDI与德国雇主协会总会展開合作。

## 主席
- 1949-1957：汉斯·威廉·博伊特勒
- 1957-1968：古斯塔夫·斯坦因
- 1969-1977：弗里茨·尼夫
- 1977-1989：齐格弗里德·曼
- 1990-2006：鲁道夫·冯·瓦滕贝格
- 2007-2011：维尔纳·施纳保夫
- 2011-2017：马库斯·科贝尔
- 2017-2022：约阿希姆·朗
- 自 2022 年起： Tanja Gönner